# نهائي الدرع الخيرية 1956
نهائي الدرع الخيرية 1956هي النسخة 34 من الدرع الخيرية.
لعبت المباراة بتاريخ 24 أكتوبر 1956 على ملعب ماين رود، بين مانشستر يونايتد ومانشستر سيتي.
فاز مانشستر يونايتد باللقب بنتيجة 1–0.

## خلفية
تأهل مانشستر يونايتد بصفته بطل دوري كرة القدم الإنجليزي 1955–56، بعدما تصدر الدوري بفارق 11 نقطة عن أقرب منافسيه نادي بلاكبول.
بينما تأهل مانشستر سيتي بصفته بطل كأس الاتحاد الإنجليزي 1955–56، بعدما فاز في النهائي على برمنغهام سيتي بنتيجة 3–1.

## المباراة
| مانشستر يونايتد | 0:1   | مانشستر سيتي |
| --------------- | ----- | ------------ |
| دينيس فويلت     | [ 1 ] |              |